# Леван Николєїшвілі
Николєїшвілі Леван (груз. ლევან ნიკოლეიშვილი) — грузинський генерал, начальник Генерального Штабу Грузії (2005—2006).

## Життєпис
До призначення начальником Генерального штабу у лютому 2005 був заступником міністра оборони Грузії. Був знятий з посади у листопаді 2006.